# Duc de Wellington
Le duc de Wellington est un titre dans la pairie du Royaume-Uni. Il a été créé en 1814 pour Arthur Wellesley, le futur vainqueur de la bataille de Waterloo, d'après la ville de Wellington dans le Somerset.
L'actuel porteur du titre porte aussi les titres de marquis de Wellington (créé en 1812), marquis Douro (ou marquis du Douro) (1814), comte de Mornington (1760), comte de Wellington (1812), vicomte Wellesley (1760), vicomte Wellington (1809), baron Mornington ainsi que le titre néerlandais de prince de Waterloo (1815), le titre espagnol de duc de Ciudad Rodrigo (1812) et les titres portugais de duc de Vitória, marquis de Torres Vedras (1812) et comte de Vimeiro (1811).

## Liste des ducs de Wellington (1814)
- 1814-1852 — 1er duc : Arthur Wellesley (1769-1852), Premier ministre du Royaume-Uni ;
- 1852-1884 — 2e duc : Arthur Wellesley (2e duc de Wellington) (1807-1884), fils du précédent ;
- 1884-1900 — 3e duc : Henry Wellesley (1846-1900), petit-fils du 1er duc, neveu du précédent ;
- 1900-1934 — 4e duc : Arthur Wellesley (1849-1934), frère du précédent ;
- 1934-1941 — 5e duc : Arthur Wellesley (1876-1941), fils du précédent ;
- 1941-1943 — 6e duc : Henry Wellesley (1912-1943), fils du précédent (mort lors de la Seconde Guerre mondiale) ;
- 1943-1972 — 7e duc : Gerald Wellesley (1885-1972), fils du 4e duc ;
- 1972-2014 — 8e duc : Arthur Valerian Wellesley (1915-2014), fils du précédent ;
- depuis 2014 — 9e duc  : Charles Wellesley (né en 1945), fils du précédent.

Son héritier apparent est son fils Arthur Gerald Wellesley (né en 1978), marquis du Douro.

## Généalogie
- 1er duc : Arthur Wellesley (1769-1852)
  - 2e duc : Arthur Wellesley (2e duc de Wellington) (1807-1884)
  - Lord Charles Wellesley (1808-1858)
    - 3e duc : Henry Wellesley (1846-1900)
    - 4e duc : Arthur Wellesley (1849-1934)
      - 5e duc : Arthur Wellesley (1876-1941)
        - 6e duc : Henry Wellesley (1912-1943)

      - 7e duc : Gerald Wellesley (1885-1972)
        - 8e duc : Arthur Valerian Wellesley (1915-2014)
          - 9e duc  : Charles Wellesley (né en 1945)
            - héritier apparent : Arthur Gerald Wellesley (né en 1978), marquis du Douro
              - héritier : Arthur Darcy Wellesley (né en 2010), vicomte Wellesley